# Zona costera (ecología)

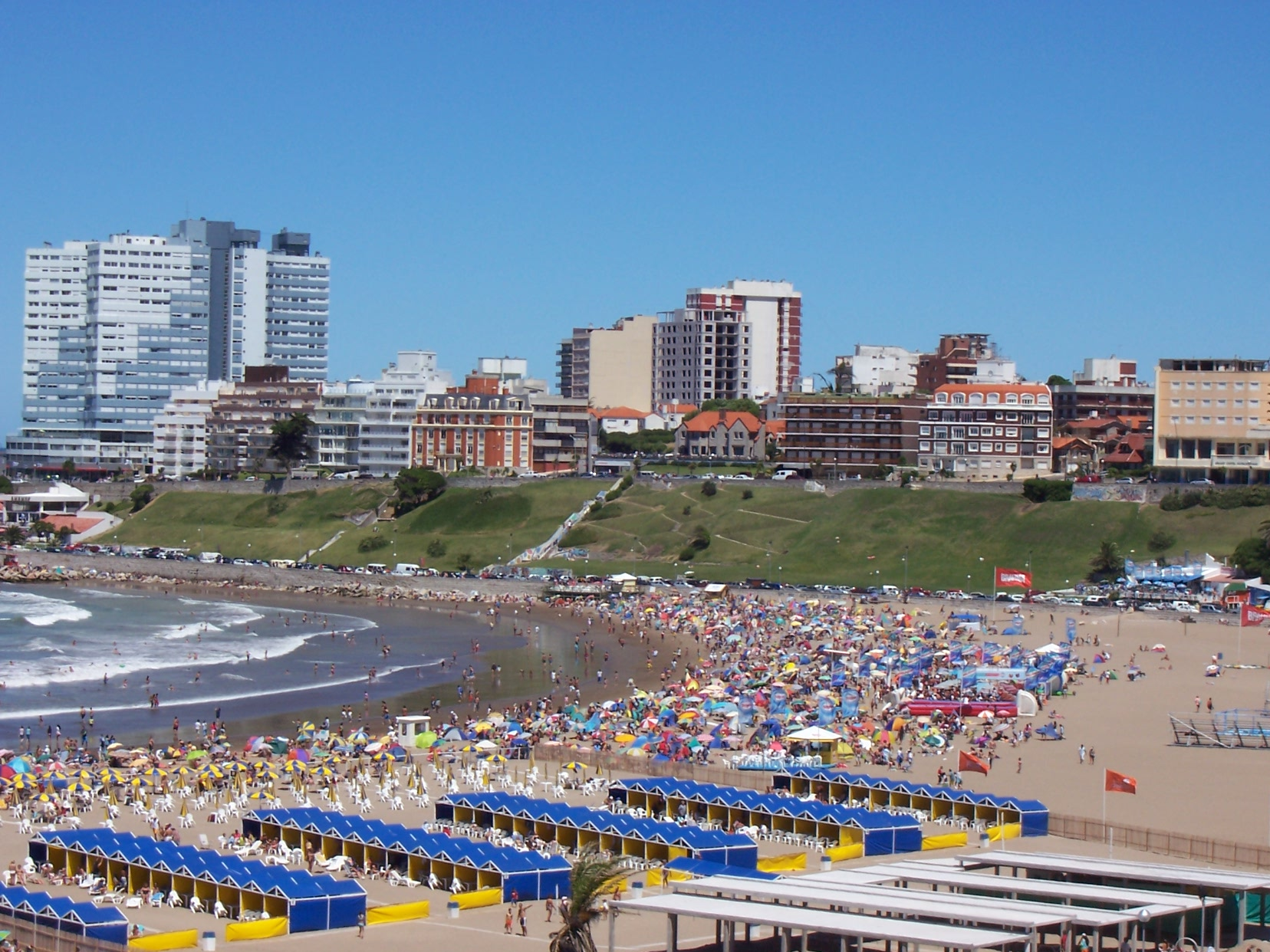
La ciudad de Mar del Plata, en plena "Zona Costera".

El ecosistema costero, más conocido como costanera o litoral, son las aguas costeras, marinas, estuarinas y cercanas a las orillas de los grandes lagos y mares interiores, así como una porción de tierra cercana a la costa, donde actividades humanas y procesos naturales afectan y son afectados por lo que se da en las aguas. 
La extensión varía ya que sus límites no solo son determinados por características ambientales y geológicas, sino también por un concepto político y administrativo. De este modo, se puede incluir toda el área terrestre de las cuencas hidráulicas y toda el área acuática hasta la plataforma continental, aunque en la práctica la zona costera es una banda relativamente angosta de agua y tierra a lo largo de la orilla.

## Características geográficas
Se caracterizan por su clima cálido, seco y características naturales incluyen playas, tierras húmedas, lagunas, arrecifes de coral, manglares y dunas. Las artificiales incluyen, puertos, pesquerías y operaciones de acuicultura comerciales, industrias, establecimientos recreativos y turísticos, sitios arqueológicos y muchas de las áreas urbanas más grandes y densamente pobladas del mundo.

## Economía
Tiene una gran importancia económica, ya que la mayoría de los mariscos utilizados por los seres humanos, así como el pescado comercialmente importante viven y son cosechados allí. Por lo que gran parte de la pesca comercial se lleva a cabo allí. Las costas han sido los lugares lógicos para los puertos marítimos y para la ubicación de operaciones industriales y comerciales que requieren del movimiento y procesamiento de grandes volúmenes de materia prima o productos acabados, y los que requieren de grandes volúmenes de agua para procesos industriales, como por ejemplo enfriamiento.
La tierra es atractiva y valiosa para el uso residencial; en muchas áreas del mundo en vías de desarrollo, las tasas de crecimiento demográfico y las poblaciones urbanas son más grandes en la costa. Estas zonas han sido empleadas por siglos para la recreación, por lo que actualmente el turismo es un negocio importante, siendo el sector más grande de la economía de algunos países. Otros servicios que brindan, son la estabilización de la orilla, protección contra las tormentas, crianza de peces, control de inundaciones, ciclaje de los nutrientes, y tratamiento natural de los desechos.
Algunas actividades asociadas con el desarrollo de la costa, como la intensiva urbanización de las cuencas hidráulicas, ubicación de las industrias, y conversión para la agricultura o acuicultura, son transformaciones relativamente irreversibles.

## Ecología
La mayoría de los proyectos de desarrollo económico en las áreas costeras y marinas, tienen el potencial de afectar, gravemente, los recursos ubicados en estos ambientes y presentar conflictos entre los usos en competencia de los recursos. 
Consecuentemente, la evaluación ambiental en sí es insuficiente para el manejo de la zona costera.